# 2013–2014-es női EHF-kupagyőztesek Európa-kupája
A 2013–2014-es női EHF-kupagyőztesek Európa-kupája az európai női kézilabda-klubcsapatok harmadik legrangosabb tornájának 38. kiírása volt. A kupát az osztrák Hypo Niederösterreich kezdte címvédőként. Magyarországról a kupában bronzérmes Veszprém Barabás KC kvalifikálta magát, majd később a Bajnokok Ligájából kiesett ÉTV-Érdi VSE és az FTC-Rail Cargo Hungaria csatlakozott hozzá.

## Lebonyolítás
A címvédő osztrák Hypo Niederösterreich kvalifikálta magát a 2013–2014-es női EHF-bajnokok ligájába ezért az osztrák kupa ezüstérmese, az Union Korneuburg szerzett jogot az indulásra. Mindegyik szakaszban oda-visszavágós rendszerben dől el a győztes kiléte.
|                          | A szakaszban bekapcsolódó csapatok | Az előző forduló továbbjutói       |
| ------------------------ | --- | ---------------------------------- |
| Második kör (16 csapat)  | - 11 az adott nemzet kupájából kvalifikált csapat. - 1 a 2013–2014-es női EHF-bajnokok ligája rájátszásából kvalifikált csapat. - 4 a 2013–2014-es női EHF-bajnokok ligája selejtező tornáiból kvalifikált csapat. (4. helyezettek) |                                    |
| Harmadik kör (24 csapat) | - 8 az adott nemzet kupájából kvalifikált csapat. - 8 a 2013–2014-es női EHF-bajnokok ligája selejtező tornáiból kvalifikált csapat. (2. és 3. helyezettek)                                                                         | - 8 továbbjutó a második körből.   |
| Nyolcaddöntő (16 csapat) | - 4 a 2013–2014-es női EHF-bajnokok ligája csoportköréből kvalifikált csapat. (3. helyezettek) | - 12 továbbjutó a harmadik körből. |
| Negyeddöntő (8 csapat)   | | - 8 továbbjutó a nyolcaddöntőből.  |

## Csapatok
A 2013–2014-es női EHF-kupagyőztesek Európa-kupájában az alábbi 36 csapat vesz részt.
| Nyolcaddöntő                   | Nyolcaddöntő                  | Nyolcaddöntő             | Nyolcaddöntő             |
| ------------------------------ | ----------------------------- | ------------------------ | ------------------------ |
| Hypo NiederösterreichCV BL CS3 | FTC-Rail Cargo HungariaBL CS3 | Metz HandballBL CS3      | RK Podravka VegetaBL CS3 |
| Harmadik kör                   |                               |                          |                          |
| Byåsen HEBL S2                 | ÉTV-Érdi VSEBL S2             | Team Tvis HolstebroBL S2 | Fleury Loiret HBBL S2    |
| Tertnes BergenBL S3            | RK Lokomotiva ZagrebBL S3     | Viborg HKBL S3           | Rosztov-DonBL S3         |
| Veszprém Barabás KC            | Zvezda Zvenigorod             | Mecalia Atlético Guardés | Stabæk Håndball          |
| ASC Corona 2010 Brașov         | Buxtehuder SV                 | Cercle Dijon Bourgogne   | Lugi HE                  |
| Második kör                    |                               |                          |                          |
| BNTU MinskBL S4                | LK ZugBL S4                   | SERCODAK DalfsenBL S4    | PDO SalernoBL S4         |
| Muratpaşa BSK AntalyaBL R      | HC Odense                     | ZORK Jagodina            | Üsküdar BSK Derneği      |
| Union Korneuburg               | MKS Zagłębie Lubin            | WHC Metalurg             | OFN Ionias               |
| Juve Lis                       | SPONO Nottwil                 | HK Gorodnichanka         | HC Holon                 |

## Fordulók és időpontok
| Szakasz      | Sorsolás dátuma    | 1. mérkőzés                   | 2. mérkőzés                    |
| ------------ | ------------------ | ----------------------------- | ------------------------------ |
| Második kör  | 2013. július 27.   | 2013. október 5. és 11.       | 2013. október 6. és 12.        |
| Harmadik kör | 2013. július 27.   | 2013. november 9., 10. és 16. | 2013. november 10., 16. és 17. |
| Nyolcaddöntő | 2013. november 19. | 2014. február 1-2.            | 2014. február 8-9.             |

## Második kör
A forduló már meglévő tagjaihoz csatlakozott a Bajnokok Ligája rájátszásának vesztese, valamint a 4 selejtező torna 4. helyezettjei. A sorsolást 2013. július 27-én tartották Bécsben.
| 1. csapat        | Össz. | 2. csapat             | 1. mérk. | 2. mérk. |
| ---------------- | ----- | --------------------- | -------- | -------- |
| BNTU Minsk       | 77–43 | Üsküdar BSK Derneği   | 41–22    | 36–21    |
| Juve Lis         | 41–65 | Muratpaşa BSK Antalya | 18–32    | 23–33    |
| PDO Salerno      | 61–42 | SPONO Nottwil         | 32–21    | 29–21    |
| OFN Ionias       | 50–61 | LK Zug                | 22–33    | 28–28    |
| ZORK Jagodina    | 75–44 | Union Korneuburg      | 40–18    | 35–26    |
| WHC Metalurg     | 41–60 | HC Odense             | 24–30    | 17–30    |
| HK Gorodnichanka | 74–33 | HC Holon              | 33–15    | 41–18    |
| SERCODAK Dalfsen | 58–52 | MKS Zagłębie Lubin    | 27–20    | 31–32    |

## Harmadik kör
A forduló már meglévő tagjaihoz csatlakozott az előző fordulóból továbbjutott csapatok, valamint a  Bajnokok Ligája selejtező tornáinak 2. és 3. helyezettjei. A sorsolást 2013. július 27-én tartották Bécsben.
| 1. csapat              | Össz. | 2. csapat                | 1. mérk. | 2. mérk. |
| ---------------------- | ----- | ------------------------ | -------- | -------- |
| ASC Corona 2010 Brașov | 46–50 | RK Lokomotiva Zagreb     | 23–25    | 23–25    |
| Team Tvis Holstebro    | 57–51 | BNTU Minsk               | 31–22    | 26–29    |
| Tertnes Bergen         | 58–49 | PDO Salerno              | 33–33    | 25–16    |
| Fleury Loiret HB       | 67–57 | Stabæk Håndball          | 37–28    | 30–29    |
| LK Zug                 | 46–85 | Byåsen HE                | 28–41    | 18–44    |
| Buxtehuder SV          | 51–48 | Lugi HE                  | 24–26    | 27–22    |
| HC Odense              | 49–41 | Cercle Dijon Bourgogne   | 24–22    | 25–19    |
| ZORK Jagodina          | 43–63 | Viborg HK                | 18–31    | 25–32    |
| SERCODAK Dalfsen       | 43–47 | ÉTV-Érdi VSE             | 23–26    | 20–21    |
| Zvezda Zvenigorod      | 64–35 | Mecalia Atlético Guardés | 36–15    | 28–20    |
| Muratpaşa BSK Antalya  | 43–65 | Rosztov-Don              | 24–26    | 19–39    |
| HK Gorodnichanka       | 54–56 | Veszprém Barabás KC      | 27–25    | 27–31    |

## Nyolcaddöntők
A fordulóba az előző körből továbbjutott csapatok, illetve a Bajnokok Ligája csoportkörének 3. helyezett csapatai kerültek. A sorsolást 2013. november 19-én tartották Bécsben.

### Kiemelések
| 1. kalap | 2. kalap |
| --- | --- |
| Hypo Niederösterreich RK Podravka Vegeta Team Tvis Holstebro Fleury Loiret HB Metz Handball ÉTV-Érdi VSE FTC-Rail Cargo Hungaria Byåsen HE | RK Lokomotiva Zagreb HC Odense Viborg HK Buxtehuder SV Veszprém Barabás KC Tertnes Bergen Rosztov-Don Zvezda Zvenigorod |

| 1. csapat               | Össz.       | 2. csapat             | 1. mérk. | 2. mérk. |
| ----------------------- | ----------- | --------------------- | -------- | -------- |
| ÉTV-Érdi VSE            | 54–54 (ig.) | Buxtehuder SV         | 32–23    | 22–31    |
| Fleury Loiret HB        | 54–39       | Veszprém Barabás KC   | 33–22    | 21–17    |
| Zvezda Zvenigorod       | 53–45       | Metz Handball         | 26–19    | 27–26    |
| HC Odense               | 50–55       | Hypo Niederösterreich | 23–27    | 27–28    |
| Rosztov-Don             | 52–49       | RK Podravka Vegeta    | 24–19    | 28–30    |
| RK Lokomotiva Zagreb    | 45–54       | Byåsen HE             | 22–24    | 23–30    |
| Viborg HK               | 60–51       | Team Tvis Holstebro   | 30–24    | 30–27    |
| FTC-Rail Cargo Hungaria | 73–57       | Tertnes Bergen        | 40–30    | 33–27    |

## Negyeddöntők
| 1. csapat        | Össz. | 2. csapat               | 1. mérk. | 2. mérk. |
| ---------------- | ----- | ----------------------- | -------- | -------- |
| Byåsen HE        | 66–53 | Hypo Niederösterreich   | 29–30    | 37–23    |
| Viborg HK        | 66–63 | FTC-Rail Cargo Hungaria | 40–32    | 26–31    |
| Rosztov-Don      | 67–58 | Buxtehuder SV           | 37–24    | 30–34    |
| Fleury Loiret HB | 56–66 | Zvezda Zvenigorod       | 28–32    | 28–34    |

## Elődöntők
| 1. csapat   | Össz. | 2. csapat         | 1. mérk. | 2. mérk. |
| ----------- | ----- | ----------------- | -------- | -------- |
| Rosztov-Don | 44–61 | Viborg HK         | 25–27    | 19–34    |
| Byåsen HE   | 53–66 | Zvezda Zvenigorod | 26–27    | 27–39    |

## Döntő
| 1. csapat | Össz. | 2. csapat         | 1. mérk. | 2. mérk. |
| --------- | ----- | ----------------- | -------- | -------- |
| Viborg HK | 55–45 | Zvezda Zvenigorod | 31–22    | 24–23    |

| A 2013–2014-es női kézilabda kupagyőztesek Európa-kupája győztese |
| ----------------------------------------------------------------- |
| Viborg HK 1. cím                                                  |

## Lásd még
- 2013–2014-es női EHF-bajnokok ligája